# Herradón de Pinares
Herradón de Pinares è un comune spagnolo di 458 abitanti situato nella comunità autonoma di Castiglia e León.